# Петер Рікмерс
Пе́тер Рі́кмерс (нім. Peter Rickmers, нар. 12 листопада 1979, Гамбург, Німеччина) — німецький керлінгіст, учасник зимових Олімпійських ігор (2014). Ведуча рука — права.

## Життєпис
Петер Рікмерс народився у Гамбурзі, де й почав займатися керлінгом у 1989 році в Гамбурзькому керлінговому клубі, куди його привела матір разом з Крістофером Барчем, що пізніше став партнером Рікмерса по збірній. Петер брав участь у молодіжному чемпіонаті світу з керлінгу 2001, де задовільнився лише 8 сходинкою у підсумковій таблиці. У 2010 році приєднався до команди Джона Яра, у складі якої брав участь у двох європейських першостях (2011, 2013), втім значних успіхів на цих турнірах німецька команда не досягла (окрім перемоги у підгрупи B в 2013 році). Зважаючи на невдалі виступи Німеччини на останніх світових першостях, країна автоматично не отримала ліцензію на зимову Олімпіаду, тож команда з Рікмерсом у складі змушена була проходити олімпійський кваліфікаційний турнір, де здобула дивовижну і неочікувану перемогу.
У лютому 2014 року Петер у складі збірної Німеччини взяв участь у зимових Олімпійських іграх в Сочі, що стали для нього першими у кар'єрі. У команді джона Яра Рікмерс виконував роль запасного гравця. З 9 проведених на Іграх матчів німцям вдалося перемогти лише в одній, внаслідок чого вони посіли останнє десяте місце і до раунду плей-оф не потрапили.

## Виступи на Олімпійських іграх
| Змагання                     | Місто | Місце | % кидків |
| ---------------------------- | ----- | ----- | -------- |
| Зимові Олімпійські ігри 2014 | Сочі  | 10    | 71%      |